# フランコ・バレージ
フランコ・バレージ（Francheschino "Franco" Baresi, 1960年5月8日 - ）は、イタリアの元サッカー選手。選手時代のポジションはディフェンダー。キャリアの初期はMF。
1980年代から1990年代にかけて活躍し、現役生活を通じてACミランでプレー、ディフェンダーとしては決して体格に恵まれていたわけではなかったが、リベロとしてのプレーぶりは的確な読みで相手の攻撃の芽を摘み、相手陣内深くドリブルで切り込むこともあった。特に戦術眼と読みの鋭さは一級品であった。長年、彼が背負った背番号6番は、引退後にクラブの永久欠番となっている。
実兄のジュゼッペ・バレージ（Giuseppe Baresi）も元インテル所属、元イタリア代表のサッカー選手。家族は妻と長男の他に、養子が一人いる。

## クラブ経歴
1960年5月8日、イタリアロンバルディア州ブレシア県のトラヴァリアートに生まれる。11歳の時に母親を病で失い、14歳の時にトラクターの事故で父親を失った。
1974年、実兄ジュゼッペが所属していたインテルを受けるが、痩せていて、身体が小さいという理由で不合格、体を大きくして来年またトライアルを受けるように言われた。そこをACミランの関係者に誘われ、ミランのプリマヴェーラに加入する。1978年、下部チームで実力を増したバレージはトップチームに昇格。ニルス・リードホルム監督に高く評価され、同年4月23日に17歳で、エラス・ヴェローナ戦でプロデビューを飾り、デビュー戦でのプレーはメディアから高く評価された。
1979年、2年目にはレギュラーポジションを奪取し、リーグ戦30試合に出場。1978年11月12日には、ミラノダービーで兄ジュゼッペと初めて対戦した。ジャンニ・リベラ、ファビオ・カペッロといった名手たちとともに、早くも最初のスクデットを手にした。リベラの引退後、バレージはクラブの主役となったが、翌1980年、大規模な不法賭博スキャンダルが発覚し事件に関与したとされたACミランは、SSラツィオと共にセリエBへの降格処分となった。
思わぬ形で2部リーグでのプレーを余儀なくされたが、1981年に1シーズンで這い上がる。しかし、このシーズンにはバレージ本人もウイルス性疾患を患い約4ヶ月戦列を離れた。これによりミランは14位でシーズンを終え、処分ではなく、実力不足によるセリエB降格となった。1982年、22歳の時には既にチームのキャプテンとなっていた。オフシーズン、バレージの元に複数のクラブから移籍話が届いたが、その一切を断りミランに残留。この決断によりバレージはミランのファンや周囲の大きな信頼を獲得した。
1983年にミランはセリエAに復帰したが、トップグループに一歩及ばない成績が続いた。 その後チームは破産危機があったが、1986年に実業家シルヴィオ・ベルルスコーニがミランの会長に就任するとクラブの経営状況は一変。豊富な資金力で翌1987年に2人のオランダ人フォワード、ルート・フリットとマルコ・ファン・バステンを獲得、さらに当時無名であったアリゴ・サッキを監督に就任させた。サッキ監督の提案するゾーンプレスに当初はチームメイトらは懐疑的であったが、バレージはサッキ戦術のキーマンとしてチームを牽引。マウロ・タソッティや当時若手だったパオロ・マルディーニ、フィリッポ・ガッリ、アレッサンドロ・コスタクルタと共に強固なバックラインを形成した。このシーズン早くもチームは機能し、ディエゴ・マラドーナを擁したSSCナポリを抑えスクデットを獲得した。
1988年、フランク・ライカールトを加えより厚みを増したミランは、主将バレージ率いる守備陣とオランダトリオを中心とした攻撃陣の活躍もあり、UEFAチャンピオンズカップ2連覇、インターコンチネンタルカップ2連覇とタイトルを獲得。以降1990年代半ばまでの数年間、ACミランはリーグ優勝、チャンピオンズカップなど多くのタイトルを獲得する黄金期を築きあげ、1989年にはバロンドールの投票で第2位となるなど、バレージは不動のディフェンスリーダー、キャプテンとしてチームを纏め上げた。1989-90のコッパ・イタリアでは7試合4得点とDFながらトップスコアラーにもなっている。
1990年にはユヴェントス、レアル・マドリードが獲得を試みたが、3年間の契約延長。1991-92、1992-93、1993-94とセリエA3連覇に貢献。特に1991-92シーズンは無敗での優勝を成し遂げた。1993-94シーズンは累積警告で決勝ではプレーしなかったが、チャンピオンズリーグの制覇に貢献。
1994-95シーズン限りで現役を引退する決意を固めていたが、周囲の説得でその後2年間現役を続行した。また、94-95シーズンの開幕戦では当時ジェノアに所属していた三浦知良との競り合いで、三浦が鼻骨を骨折する一幕があった。試合後バレージは電話や電報を送るなど謝罪をし、後日、サッカー雑誌で対談した際にも謝罪した。
1995-96シーズン、開幕戦のパドバ戦にて、オーバーラップから、リーグ戦では1989-90シーズン以来で、又自身のキャリア最後となるゴールを決めた。また自身最後となるセリエA優勝に貢献した。
1996-97シーズン、シーズン中に2度怪我で離脱するなどフル稼働出来ず、6月1日のカリアリ戦に出場したのを最後に37歳で現役引退を発表した。同一クラブにおける通算試合出場数「541」は、セリエA歴代3位の記録である（2008年11月現在。1位はパオロ・マルディーニ、2位はインテルのハビエル・サネッティ）
1997年12月にはオランダトリオ、ジャン・ピエール・パパン、ロベルト・バッジョらかつてのチームメートや、ジーコ、ロマーリオらが集まり引退試合が行われた。
引退後はACミラン・プリマヴェーラ（20歳以下）のコーチとクラブの名誉副会長職に就任。またバレージの功績に敬意を表し、彼の代名詞ともなっていた背番号6番は永久欠番となった。
2002年にはイングランドのフルアムでテクニカルディレクターに就任したが数か月で辞任した。
2006年からはACミラン・ヴェレッティ（19歳以下）のコーチを務めている。
2019年、ACミランアカデミー東京及びオフィシャルファンクラブ設立のイベントで来日し、PR活動を行った。

## 代表経歴
1980年、U-21イタリア代表の一員でありながらイタリア代表に招集され、地元開催のUEFA欧州選手権1980の最終メンバーに選出された。1982年夏に行われた1982 FIFAワールドカップの代表メンバー（背番号2）に招集され優勝を経験したが、ガエターノ・シレアからレギュラーポジションを奪えず、2大会とも出場機会はなかった。
1982年12月4日に行われた、UEFA欧州選手権1984予選のルーマニア代表戦で代表デビューこの頃までは、MFとして召集されていた。1984年ロサンゼルスオリンピックでは4位入賞を果たしたものの、1986 FIFAワールドカップでは代表入りを逃した。
その後、レギュラーに定着すると1988年2月20日に行われたソビエト連邦代表戦で初得点を記録し、同年夏のUEFA欧州選手権1988ではベスト4進出に貢献した。地元開催となった1990 FIFAワールドカップでは全7試合にフル出場し3位獲得入賞に貢献。守備陣を統率し初戦のオーストリア代表戦から準決勝のアルゼンチン代表戦まで517分間無失点の記録を打ち立てた。その後、ジュゼッペ・ベルゴミからキャプテンを引き継いだが、1992年に一度は代表からの引退を表明した、イタリアサッカー協会の説得により、しばらく後に復帰した。
1994 FIFAワールドカップではグループリーグ第2戦のノルウェー代表戦で大膝を痛め途中交代、計3試合に出場した、一時的に戦線離脱するもすぐに手術を行い、決勝のブラジル代表戦で復帰。病み上がりとは思えないパフォーマンスで、ディフェンスラインを巧みにコントロールし、ロマーリオとベベットの2トップを120分間に渡って完封したが、PK戦でバレージ自身も失敗し、チームは敗れ準優勝に終わった。バレージ自身は「PKによって全てが決められてしまうとは、何とも非情な話だ」と評しているが、決勝戦での活躍により改めてその存在を示した。
同年9月7日、UEFA EURO '96予選のスロベニア戦において代表キャリアを終えた。この試合を最後にバレージは代表から退き、主将の座はパオロ・マルディーニが引き継ぐことになった。

## その他
キャリアの中で、セリエAのリーグ戦では、8つのオウンゴールを記録、これはリカルド・フェッリと並んでセリエA歴代最多オウンゴール記録である。ただし、バレージは532試合で記録したもので、フェッリは326試合で記録したものである。

## 個人成績

### クラブ
| クラブ       | シーズン     | リーグ戦     | リーグ戦 | リーグ戦 | コッパ・イタリア | コッパ・イタリア | 国際大会 | 国際大会 | その他 | その他 | 合計 | 合計 |
| クラブ       | シーズン     | ディビジョン | 出場     | 得点     | 出場             | 得点             | 出場     | 得点     | 出場   | 得点   | 出場 | 得点 |
| ------------ | ------------ | ------------ | -------- | -------- | ---------------- | ---------------- | -------- | -------- | ------ | ------ | ---- | ---- |
| ACミラン     | 1977-78      | セリエA      | 1        | 0        | 2                | 0                | -        | -        | -      | -      | 3    | 0    |
| ACミラン     | 1978-79      | セリエA      | 30       | 0        | 4                | 0                | 6        | 0        | -      | -      | 40   | 0    |
| ACミラン     | 1979-80      | セリエA      | 28       | 0        | 6                | 0                | 1        | 0        | -      | -      | 35   | 0    |
| ACミラン     | 1980-81      | セリエB      | 31       | 0        | 4                | 1                | -        | -        | -      | -      | 35   | 1    |
| ACミラン     | 1981-82      | セリエA      | 18       | 2        | 4                | 0                | -        | -        | 3      | 2      | 25   | 4    |
| ACミラン     | 1982-83      | セリエB      | 30       | 4        | 9                | 2                | -        | -        | -      | -      | 39   | 6    |
| ACミラン     | 1983-84      | セリエA      | 21       | 3        | 9                | 2                | -        | -        | -      | -      | 30   | 5    |
| ACミラン     | 1984-85      | セリエA      | 26       | 0        | 10               | 0                | -        | -        | -      | -      | 36   | 0    |
| ACミラン     | 1985-86      | セリエA      | 20       | 0        | 4                | 0                | 3        | 0        | 3      | 0      | 30   | 0    |
| ACミラン     | 1986-87      | セリエA      | 29       | 2        | 6                | 3                | -        | -        | -      | -      | 35   | 5    |
| ACミラン     | 1987-88      | セリエA      | 27       | 1        | 6                | 0                | 3        | 0        | -      | -      | 36   | 1    |
| ACミラン     | 1988-89      | セリエA      | 33       | 2        | 8                | 2                | 8        | 0        | 1      | 0      | 50   | 4    |
| ACミラン     | 1989-90      | セリエA      | 30       | 1        | 7                | 4                | 8        | 0        | 1      | 0      | 46   | 5    |
| ACミラン     | 1990-91      | セリエA      | 31       | 0        | 1                | 0                | 5        | 0        | 1      | 0      | 38   | 0    |
| ACミラン     | 1991-92      | セリエA      | 33       | 0        | 6                | 1                | -        | -        | -      | -      | 39   | 1    |
| ACミラン     | 1992-93      | セリエA      | 29       | 0        | 7                | 0                | 8        | 0        | 1      | 0      | 45   | 0    |
| ACミラン     | 1993-94      | セリエA      | 31       | 0        | 0                | 0                | 11       | 0        | 2      | 0      | 44   | 0    |
| ACミラン     | 1994-95      | セリエA      | 28       | 0        | 0                | 0                | 13       | 0        | 2      | 0      | 43   | 0    |
| ACミラン     | 1995-96      | セリエA      | 30       | 1        | 3                | 0                | 7        | 0        | -      | -      | 40   | 1    |
| ACミラン     | 1996-97      | セリエA      | 26       | 0        | 1                | 0                | 2        | 0        | 1      | 0      | 30   | 1    |
| キャリア通算 | キャリア通算 | キャリア通算 | 532      | 16       | 97               | 15               | 75       | 0        | 15     | 2      | 719  | 33   |

### 代表
出場大会
- イタリア代表

1980年 - UEFA欧州選手権1980（4位）
1982年 - 1982 FIFAワールドカップ（優勝）
1984年 - ロサンゼルスオリンピック（4位）
1988年 - UEFA欧州選手権1988（ベスト4）
1990年 - 1990 FIFAワールドカップ（3位）
1994年 - 1994 FIFAワールドカップ（準優勝）
試合数
| イタリア代表 | 国際Aマッチ | 国際Aマッチ |
| 年           | 出場        | 得点        |
| ------------ | ----------- | ----------- |
| 1982         | 1           | 0           |
| 1983         | 3           | 0           |
| 1984         | 5           | 0           |
| 1985         | –           | –           |
| 1986         | 3           | 0           |
| 1987         | 5           | 0           |
| 1988         | 11          | 1           |
| 1989         | 10          | 0           |
| 1990         | 11          | 0           |
| 1991         | 9           | 0           |
| 1992         | 7           | 0           |
| 1993         | 7           | 0           |
| 1994         | 9           | 0           |
| 合計         | 81          | 1           |

得点
| # | 開催日        | 開催地                                     | 対戦国       | スコア | 結果 | 大会     |
| - | ------------- | ------------------------------------------ | ------------ | ------ | ---- | -------- |
| 1 | 1988年2月20日 | バーリ、スタディオ・デッラ・ヴィットーリア | ソビエト連邦 | 1-0    | 4-1  | 親善試合 |

## タイトル

### クラブ
ACミラン
- セリエA : 6回（1978-79、1987-88、1991-92、1992-93、1993-94、1995-96）
- スーペルコッパ・イタリアーナ : 4回（1988、1991、1992、1993）
- UEFAチャンピオンズカップ : 3回（1988-89、1989-90、1993-94）
- UEFAスーパーカップ : 3回（1989、1990、1994）
- インターコンチネンタルカップ : 2回（1989、1990）

### 代表
イタリア代表
- FIFAワールドカップ : 1回（1982）

### 個人
- バロンドール・ドリームチーム、歴代センターバック部門2位（フランス・フットボール 2020）[23]
- 20世紀世界最優秀選手 33位 (国際サッカー歴史統計連盟 1999)
- 20世紀の偉大なサッカー選手100人　19位（ワールドサッカー誌選出　1999）
- バロンドール 第2位 1989（受賞はACミランで当時チームメートのファン・バステン)
- コッパ・イタリア 得点王 1989-90　[24]